# A Tangled Affair
A Tangled Affair è un cortometraggio muto del 1913 diretto da Mack Sennett.

## Produzione
Il film fu prodotto dalla Keystone Film Company

## Distribuzione
Distribuito dalla Mutual Film, il film - un cortometraggio di  153,95 metri - uscì in sala il 24 febbraio 1913.
Nelle proiezioni, veniva programmato con il sistema dello split reel, accorpato in un'unica bobina con un altro cortometraggio prodotto dalla Keystone Film Company, la commedia The Professor's Daughter.